# Canonica d’Adda
Canonica d’Adda ist eine italienische Gemeinde (comune) mit 4275 Einwohnern (Stand 31. Dezember 2023) in der Provinz Bergamo, Region Lombardei.

## Geographie
Canonica d’Adda liegt 15 km südwestlich der Provinzhauptstadt Bergamo und 30 km nordöstlich der Metropole Mailand.
Die Nachbargemeinden sind Brembate, Capriate San Gervasio, Fara Gera d’Adda, Pontirolo Nuovo und Vaprio d’Adda (MI).

## Sehenswürdigkeiten
- Das Hauptgebäude des Ortes ist die 1775 erbaute Pfarrkirche, die San Giovanni Evangelista, dem Schutzpatron des Ortes, geweiht ist.
- Die kleinere Kirche, Sant’Anna, entstand im 13. Jahrhundert.
- Ein weiteres wichtiges Gebäude ist die Villa Pagnoni. Erbaut wurde sie im Renaissance-Stil und zwischen dem 19. und 20. Jahrhundert umstrukturiert.